# Amylocaine
Amylocaine là thuốc gây tê cục bộ tổng hợp đầu tiên. Nó được tổng hợp và cấp bằng sáng chế dưới tên Stovaine bởi Ernest Fourneau tại Viện Pasteur vào năm 1903. Nó được sử dụng chủ yếu trong gây tê tủy sống.